# Бойня у Радонича
Бо́йня у Радонича (алб. Masakra e Liqeni i Radoniqit, серб. Masakr na Radonjićkom Jezeru / Масакр на Радоњићком језеру) — эпизод косовской войны, в ходе которого членами АОК под командованием Рамуша Харадиная была учинена расправа по меньшей мере над 34 косовскими сербами и албанцами. Эпизод произошёл 9 сентября 1998 года близ водохранилища Радонич, недалеко от города Глоджане в Косово.

## Предыстория
В 1990 году в Косово, которое тогда ещё было в составе СФРЮ, начались протесты с требованиями предоставления широкой автономии и даже признания независимости. На территории края образовалась Армия освобождения Косово, которая поставила своей целью вооружённую борьбу против югославского присутствия в крае. После серии небольших нападений албанцы перешли к более радикальным и агрессивным действиям, начав занимать территории, откуда шло снабжение остальной части СР Сербии ресурсами, и обосновавшись у Ораховца. Впоследствии по Косово в 1990-е прокатилась волна этнических чисток.
В сентябре 1998 года Армия Югославии и полиция Югославии заняли несколько деревень у водохранилища Радонич: Прилеп, Ирзник и Глоджане. Тем не менее, АОК была достаточно сильна, чтобы удерживать деревни рядом с главными дорогами. Югославы расположили свои позиции на холмах около водохранилища На протяжении лета, Югославские войска ежедневно обстреливали близлежащие албанские деревни вокруг озера Радонич с их позиции на холмах. Косовары стали совершать всё чаще нападения на сербские объекты и гражданских лиц. В сентябре югославские войска продвинулись дальше к деревням, чтобы нанести удар по позициям албанцев и выбить АОК. Британский военный наблюдатель при югославской армии, полковник Джон Кросленд утверждал, что югославские войска порой сжигали деревни дотла. Так, по его словам, военные и полицейские вынесли все материальные ценности из домов деревни Прилеп, а потом просто сравняли её с землёй. По его словам, в операции участвовали антитеррористические подразделения при армии и полиции: спецназ МВД Югославии, Подразделение по специальным операциям, Специальная антитеррористическая группа и Специальные полицейские подразделения.

## Серия убийств
После проведённой наступательной операции бригада криминалистов полиции Югославии обнаружила около 30 трупов. Обнаруженные ими люди были убиты, по всей видимости, членами АОК. Под подозрение попали трое: Идриз Гаши (алб. Idriz Gashi), Мартти Харсия (алб. Martti Harsia) и Авни Красники (алб. Avni Krasniqi). Трупы были вывезены из Глоджане и сброшены в водохранилище. Привлекать зарубежных специалистов к расследованию убийства югославы отказались, несмотря на личную просьбу известной финской женщины-криминалиста Хелены Ранта, вследствие чего организация Human Rights Watch поставила под вопрос компетенцию приглашённых югославских следователей.
Как установила экспертиза, 30 найденных тел в водохранилище принадлежали этническим сербам, албанцам и цыганам. Международный трибунал по бывшей Югославии и результаты криминалистических экспертиз постановили, что все 30 человек были убиты с апреля по сентябрь 1998 года во время «горячей» фазы конфликта в Косово.

## Последствия
После срыва переговоров между Югославией и странами Западной Европы в замке Рамбуйе началась война НАТО против Югославии. В течение 78 дней авиация НАТО совершала налёты на военные и гражданские объекты Югославии, и 11 июня 1999 года югославские войска покинули Косово. 17 февраля 2008 года была провозглашена независимость Косова, которую признали не все страны мира.
Международный трибунал по бывшей Югославии рассматривал обвинения в адрес трёх этнических албанцев в убийстве 30 человек, чьи тела были найдены в водохранилище Радонич. В ходе трёхлетнего судебного процесса Судебная палата получила доказательства гибели ещё минимум семи человек от рук АОК, чьи трупы также были сброшены в водохранилище: жертвами были Зенун Гаши (алб. Zenun Gashi), Нурие Красники (алб. Nurije Krasniqi), Истреф Красники (алб. Istref Krasniqi), Сание Балай (алб. Sanije Balaj), а также мать и две сестры свидетелей № 4 и № 19. Однако окончательно суд не смог предъявить обвинения в адрес АОК, предположив, что причиной убийств могли стать не только этнические чистки, но и обычный уголовный умысел, бытовые конфликты или традиции кровной мести, что было типичным для региона, где закон и порядок давно не действовал. Также суд отметил, что оказались неубедительными доказательства причастности АОК к гибели остальных лиц, и даже усомнился в существовании реальных подобных доказательств, снова списав всё на обычный уголовный умысел.
Один из криминалистов полагал, что на следах тел, найденных у водохранилища, были следы того, что их притащили сюда. Адвокаты обвиняемых албанцев предъявили ответные обвинения в адрес югославских спецслужб, которые якобы специально сбросили тела, чтобы свалить всю ответственность на АОК. По некоторым данным, агенты служб безопасности и до этого вывозили трупы погибших гражданских с территории Косово. Подобные доводы адвокатов суд отверг.